# Lutrogale
Lutrogale е род хищници от семейство Порови. Родовото име е предложено от Джон Едуард Грей през 1865 г. за видри с изпъкнало чело и нос, използвайки гладкокосместата видра (L. perspicillata) като типов вид.
Родът също така включва следните изчезнали и фосилни видове:
- † L. cretensis[2]
- † L. paleoleptonyx[3]
- † L. robusta[3]